# Golf du Vaudreuil
Le Golf du Vaudreuil est un parcours de golf situé au Vaudreuil (Eure). Il a été dessiné par l'architecte britannique Fred William Hawtree.

## Situation et histoire
Le golf occupe une parcelle de terre bordée par l'Eure dans sa partie nord-ouest et la Morte Eure dans sa partie sud-est .
L'île ainsi délimitée porte le nom de l'Homme.
Le château de Claude Girardin et ses jardins s'y trouvaient jusqu'en 1822. Antérieurement encore s'y trouvait le château-fort du Vaudreuil fondé par Henri Ier Beauclerc.

## Description
Le club-house est une grange du XVIIe siècle qui était à l'origine à Thiberville (Eure).